# Podgračeno
Podgračeno je naselje v Občini Brežice. Naselje je dobilo ime po poznoantični naselbini Gradec, na kateri je bil v srednjem veku zgrajen grad Gračeno.

## Prebivalstvo
Etnična sestava 1991:
- Slovenci: 34 (100 %)